# Wilfred Bartrop
Wilfred Bartrop (Worksop, 22 novembre 1887 – Warcoing, 7 novembre 1918) è stato un calciatore inglese, di ruolo attaccante.

## Biografia
Wilfred Bartrop nasce alla fine degli anni '80 dell'Ottocento a Worksop, nel Nottinghamshire. Il suo anno di nascita è controverso: infatti in alcuni documenti è riportato il 1887, mentre altre fonti  riportano il 1889, probabilmente lo stesso Bartrop nella sua carriera calcistica si era ringiovanito togliendosi due anni. Le ragioni di questo possibile ringiovanimento sono sconosciute.

## Carriera
Nel giugno del 1908 all'età di 20 anni firma un contratto con il Worksop Town, la squadra della sua città natale.
L'anno successivo si trasferisce al Barnsley, squadra militante in Second Division. Nel 1910 raggiunge la finale di FA Cup che il Barnsley perde al replay contro il Newcastle. Anche nel 1912 arriva in finale di FA Cup, che stavolta vince contro il West Bromwich.
Negli anni in cui vi gioca Bartrop il Barnsley disputa sempre la Second Division ottenendo come miglior risultato il quarto posto nel 1912-1913.
In totale Bartrop disputa con il Barnsley 156 partite di campionato con 15 reti e 23 di FA Cup con 2 reti.
Considerato uno dei migliori giocatori della squadra, con il dribbling e il fiuto per il gol come punti di forza viene seguito dai migliori club dell'epoca fino a che nel 1914 non si trasferisce al Liverpool in First Division.
La stagione di Bartrop al Liverpool tuttavia è negativa: la squadra termina il campionato al tredicesimo posto e Bartrop scende in campo solo tre volte, contro Oldham, Bolton e Bradford Park Avenue.
Dopo la fine della stagione 1915 la Lega è costretta ad interrompere i campionati a causa dello scoppio della prima guerra mondiale, costringendo Bartrop al ritiro.

## Dopo il ritiro
Nel 1915 Bartrop fa ritorno a Worksop dove lavora in un'industria mineraria. Poi entra nella Royal Artillery Field con la quale combatte nel fronte occidentale.
Durante la prima guerra mondiale, viene ucciso, il 7 novembre 1918, mentre era in servizio a Warcoing, in Belgio, lasciando così la moglie, Ruby, con la quale aveva vissuto a Worksop.
È sepolto nel cimitero di Pecq.

## Palmarès
- FA Cup: 1

Barnsley: 1911-1912